# Файган аль-Ґамді
Файган аль-Ґамді — телевізійний проповідник з Саудівської Аравії, який привернув увагу громадськості у 2013 році, коли заплатив «криваві гроші» як відкуп за зґвалтування та вбивство своєї п'ятирічної дочки Лами.

## Кар'єра проповідника
До інциденту працював проповідником на одному з телевізійних каналів у Саудівській Аравії.

## Дочка
У жовтні 2012 року дочка весь світ сколихнула новина про жахливе вбивство п'ятирічної Лами. За певний час до вбивства Ґамді розвівся зі своєю тодішньою дружиною. Причиною цьому став позов до місцевого суду супутниці Ґамді, якого вона звинуватила в «усіх мислимих і немислимих тортурах» під час їхнього сумісного життя. Суд, вислухавши всі резони й докази виніс рішення, згідно з яким подружжя ставало офіційно розлучене, а донька залишалася під опікою матері за умови трьох належних годин відвідування для батька.
Через деякий час Файган попрохав, аби дівчинка навідалася до нього. Мати задовольнила його прохання. Через кілька днів їй зателефонували з поліції Ер-Ріяду і матір Лами повідомили що її дочка була знайдена покинута на вулиці з чисельними травмами і зараз перебуває у реанімації. Дівчинка після семи місяців, проведених в лікарні померла внаслідок численних травм та зґвалтування. В неї був роздроблений череп, зламана спина, ребра та ліва рука. Окрім цього на її тілі було знайдено численні сліди від побиття електричним кабелем та опіки від праски.
Заарештований Файган заявив, що зробив це, бо мав сумніви щодо невинності дівчинки.
Файхан аль-Ґамді був засуджений разом з його другою дружиною, яку визнали співучасницею жорстокого злочину: жінка знала про знущання над дитиною, але не повідомила поліції. Її засудили до 10 місяців в'язниці і 150 ударів батогом. Згодом, сплативши 270 000 тисяч доларів «відкупу» він дружини, яка мала право вимагати для нього смертну кару, був засуджений до восьми років позбавлення волі і 600 ударів батогом. У справу навіть втрутилися представники королівської родини, які запевнили розбурхану громадськість, що аль-Ґамді залишиться у в'язниці надовго.

## Реакція громадськості
Цей інцидент сколихнув громадськість Саудівської Аравії. В мережі Твіттер була проведена акції з хетштеґом «#AnaLama» (араб. Я є Лама).
Представники уряду пообіцяли створити 24-годинну гарячу лінію для повідомлень що до зловживання правами дитини.